# Sammy Davis, Jr.
Samuel George "Sammy" Davis, Jr., född 8 december 1925 i Harlem i New York, död 16 maj 1990 i Beverly Hills i Los Angeles i Kalifornien, var en amerikansk underhållare som dansade, sjöng, spelade vibrafon, trumpet och trummor, imiterade och agerade. Han var en av medlemmarna i Rat Pack. År 1989 gav han ut sin självbiografi, Varför just jag?.

## Biografi

### Tidigt liv
Davis mor var från Puerto Rico och hans far Sammy Davis Sr var afro-amerikan. Föräldrarna arbetade båda som varietédansörer och sonen uppfostrades till en början av sin farmor. När han var tre år separerade föräldrarna och för att inte förlora vårdnaden tog fadern med lille Sammy på turné. Under turnerandet lärde sig Sammy att dansa av sin far och Will Mastin, som var ledare för dansgruppen, och snart blev sonen en del av dansuppträdandet. 
Hans far och Will Mastin hade hela tiden skyddat honom mot obehaget med rasism. De förklarade de olika otrevligheterna som beroende på avundsjuka. När Davis under andra världskriget tjänstgjorde i armén, fick han uppleva många grova utslag av rasfördomar. Han anslöt sig emellertid till en underhållningsgrupp och där fann han att rampljuset sopade undan en hel del av rasismen. Han sa om detta att "Min talang var vapnet, makten, sättet att kämpa för mig. Det var det enda sättet för mig att påverka andras sätt att tänka". 
Efter krigsslutet återupptog han dansandet och började uppleva framgång. Davis drabbades 1954 av en allvarlig motgång då han i en bilolycka miste sitt ena öga. Senare samma år konverterade han till judendomen och hans andra album publicerades. Hans nästa steg i karriären var att uppträda på Broadway.

### Rat Pack

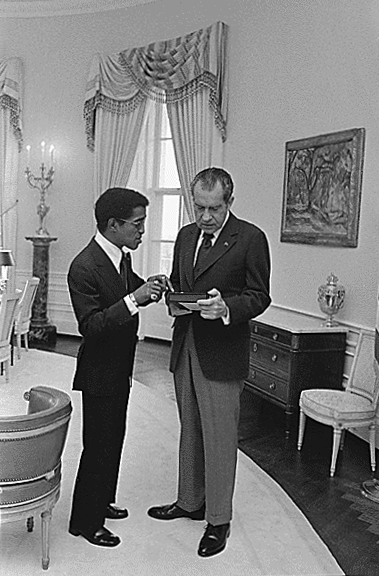
Sammy Davis Jr. och Richard Nixon 1973.

1959 blev han en av medlemmarna i Rat Pack, som leddes av hans gode vän Frank Sinatra. De övriga medlemmarna var Dean Martin, Peter Lawford och Joey Bishop. Gruppen uppträdde ofta i Las Vegas och bidrog därmed till att göra Las Vegas till ett intressant mål för turister. Ofta när en av medlemmarna var kontrakterad för ett uppträdande gjorde en eller flera av de övriga plötsliga och oannonserade inhopp i programmet. Den enda kvinnan "i" gruppen var hedersmedlemmen Shirley MacLaine. Det sägs att Lauren Bacall var den som gav gruppen dess namn efter att ha sett dem återvända till sitt hotell efter en natts festande.
Som en följd av sina framgångar började Davis att vägra uppträda på scener där man praktiserade rasåtskillnad och detta ledde så småningom till att nattklubbar i Miami Beach och kasinon i Las Vegas rensade undan rasåtskillnaden.

### Äktenskap
År 1960 förorsakade Davis stort rabalder med sitt äktenskap med den svenska skådespelaren May Britt Wilkens. I 31 av USA:s 50 delstater var då fortfarande äktenskap mellan personer av skilda raser förbjudna och det var inte förrän 1967 som de lagarna avskaffades av Högsta domstolen. Paret, som hade en gemensam dotter och två adopterade söner, skildes 1968. Det året började Sammy Davis att uppvakta Altovise Gore som uppträdde i hans show, och 1970 vigdes de av pastor Jesse Jackson. Äktenskapet höll fram till Davis död 1990 i komplikationer av strupcancer, som han ådragit sig under många år av rökande. I sin självbiografi betecknar han sitt liv som vidlyftigt, med ett innehåll av alkohol, kokain och kvinnor.

## Filmografi i urval
- Porgy and Bess (1959)
- Storslam i Las Vegas (1960)
- 5 äss i leken (1964)
- Sweet Charity (1969)
- Elvis – That's the Way It Is (1970)
- Mitt i plåten! (1981)
- Broadway Danny Rose (1984)
- Cannonball Run II (1984)
- Alice in Wonderland (1985)